# Sitio de Luxemburgo (1684)
El asedio de Luxemburgo , en el que Luis XIV de Francia (esposo de María Teresa de Austria ) asedió la fortaleza de Luxemburgo controlada por los españoles del 27 de abril al 7 de junio de 1684, fue la confrontación más significativa entre Francia y España de la Guerra de Las Reuniones. La acción causó alarma entre los vecinos de Francia y dio lugar a la formación de la Liga de Augsburgo en 1686. En la guerra que siguió Francia se vio obligada a renunciar al ducado, que fue devuelto a los Habsburgo por el Tratado de Ryswick en 1697.

## Antecedentes
Un elemento importante de la política de Luis XIV fue ganar la ciudad estratégicamente importante de Luxemburgo, que estaba bajo el dominio español, pero pertenecía de jure al Sacro Imperio Romano. La ciudad había sido asediada en 1681-1682, y los habitantes sufrieron grandes dificultades. Este intento fue interrumpido, pero el país estaba ocupado.1
Luis comenzó la Guerra de las Reuniones especialmente para conquistar Luxemburgo en 1683. En diciembre de ese año, Luxemburgo fue bombardeado con morteros. Se dispararon alrededor de 6,000 bombas y granadas.
La Fortaleza de Luxemburgo no tenía, en esos días, fortificaciones modernas (que solo se incorporarían tras su conversión en una Bundesfestung más de un siglo después), sino que estaba protegida por su ubicación geográfica. A diferencia de la ciudad, gran parte de la cual fue destruida por el bombardeo del año anterior, las obras defensivas estaban en buenas condiciones.

## Asedio

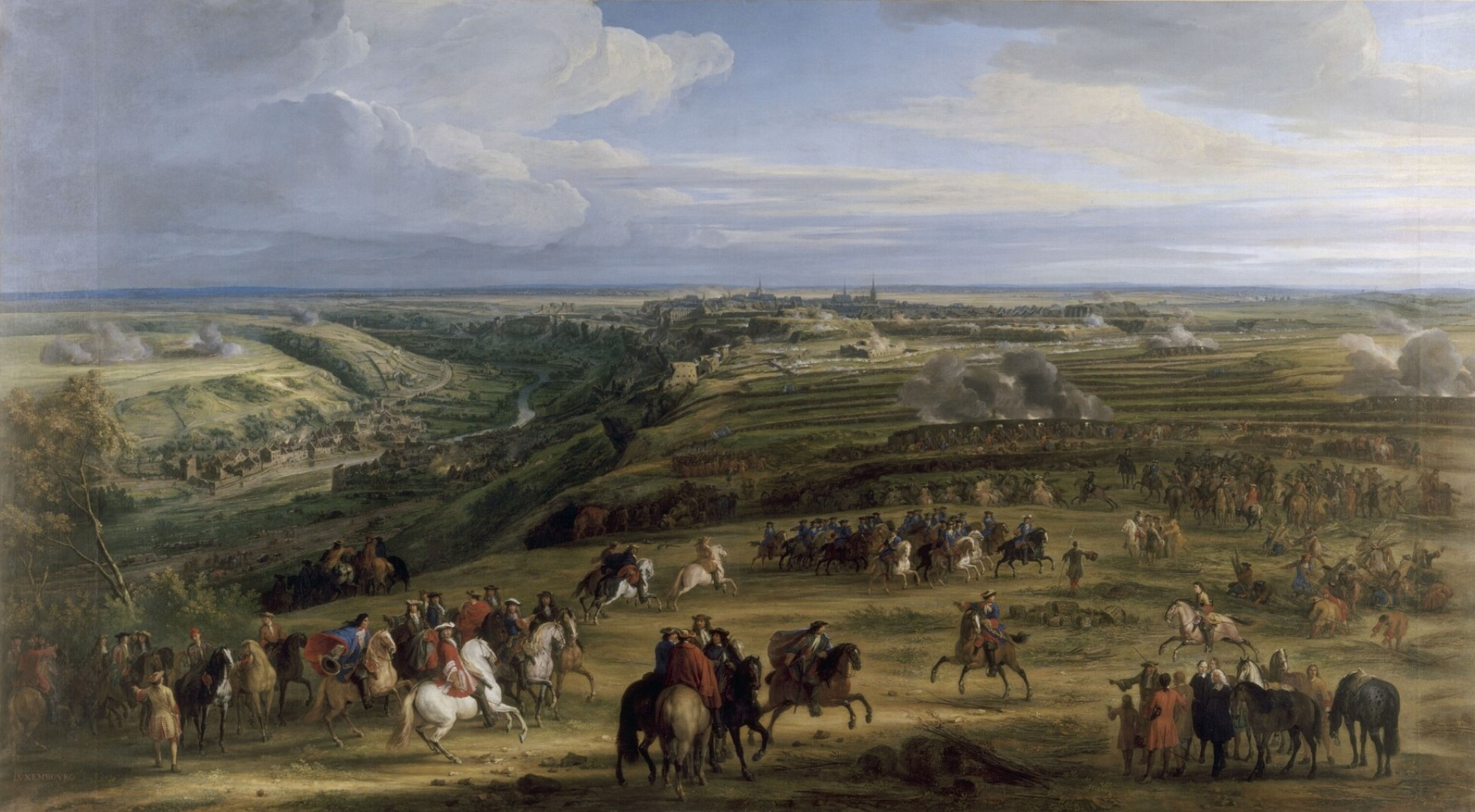
La captura de Luxemburgo en junio de 1684.

En enero de 1684, el mariscal francés François de Créquy logró liberar a Luxemburgo del dominio del principal ejército español. Se envió un ejército de veinte mil hombres a posiciones entre Bruselas y Luxemburgo a fin de distraer a las tropas enemigas de su objetivo real.
Las tropas francesas contaban con 25 000 hombres y más de 70 cañones, incluyendo un grupo de 40 ingenieros militares. Las tropas españolas en la ciudad estaban bajo el mando del príncipe de Chimay y del conde de Tille. Contaban con 4.090 hombres y 600 caballos. Seiscientos ciudadanos colaboraban como voluntarios. La ciudad y la fortaleza les proveían provisiones y municiones. 

## Consecuencias
Durante el asedio, la artillería francesa disparó bombardeando la ciudad día y noche con más de 55,000 disparos.  La guarnición sufrió más de 2.700 bajas (muertos, heridos y enfermos). De los voluntarios de la ciudad, 80 murieron. Los franceses sufrieron pérdidas de 8,000 hombres. El asedio no solo causó muchas bajas, sino que también fue costoso y costó 373,000 libras. 
Después de que la ciudad fue capturada, los franceses marcharon a Tréveris , donde tomaron la ciudad y destruyeron las fortificaciones. Después de esto entraron en el Electorado de Colonia, con la aprobación de su gobernante.
Después de tomar Luxemburgo, Luis XIV había alcanzado su objetivo de guerra y ahora buscaba la paz con éxito. Vauban reconstruyó y amplió las fortificaciones de la Fortaleza de Luxemburgo.
La conquista de Luxemburgo abrió el camino para el dominio francés sobre el sur de los Países Bajos.